# Алвин и веверице: Велика авантура
Алвин и веверице: Велика авантура (енгл. Alvin and the Chipmunks: The Road Chip) је амерички филм уживо/компјутерски анимирани породични музички комедија из 2015. у режији Волта Бекера, а сценариста Ранди Маием Сингер и Адам Сзтикиел. Главне улоге у филму чине Џејсон Ли, Тони Хејл, Кимберли Вилијамс-Пејсли, Џош Грин и Бела Торн. Џастин Лонг, Метју Греј Гублер, Џеси Макартни поново играју своје улоге као веверице, док Кејли Квоко, Анна Фарис и Кристина Еплгејт играју Цхипеттес. Куоко је заменио Ејми Полер у улози Елеоноре у филму.
У средишту филма су веверице (Алвин, Сајмон и Теодор) док се крећу у Мајами након што су веровали да ће Дејв запросити своју девојку Саманту, која има сина који малтретира веверице. Успут завршавају у несрећним околностима као што је стављање на листу забрањених летова.
Филм је 18. децембра 2015. објавио 20th Century Fox. Филм је зарадио 234 милиона долара широм света у поређењу са буџетом од 90 милиона долара и добио је генерално негативне критике критичара, иако се сматрало благим побољшањем у односу на свог претходника.
„Алвин и веверице: Велика авантура“ је дебитовао на фестивалу анимираног филм је изашао у САД-у 18. децембара 2015. године. У Србији је премијера филма била од 24. децембара 2015. године. Дистрибуцију је радио MegaCom Film-а и синхронизацију.

## Радња
У новом филму, крзнени пријатељи верују да је Дејв (Срђан Тимаров, Џејсон Ли) одлучио да запроси своју нову девојку у Мајамију. Уверени да ће их оставити после веридби, Алвин, Теодор и Сајмон пакују кофере и крећу да га зауставе. Имају само три дана да га зауставе или ће добити застрашујућег полубрата.

## Улоге
| Лик                     | Оригинални глас          | Српски глас        |
| ----------------------- | ------------------------ | ------------------ |
| Дејв                    | Џејсон Ли                | Срђан Тимаров      |
| Алвин                   | Џастин Лонг              | Срђан Јовановић    |
| Сајмон                  | Метју Греј Гублер        | Томаш Сарић        |
| Теодор                  | Џеси Макартни            | Милан Тубић        |
| Мајлс                   | Џош Грин                 | Славен Дошло       |
| Саманта                 | Кимберли Вилијамс-Пејсли | Андријана Оливерић |
| Агент Сагс              | Тони Хејл                | Младен Андрејевић  |
| Британи                 | Кристина Еплгејт         | Јелена Стојиљковић |
| Жанет                   | Ана Фарис                | Ана Симић Кораћ    |
| Бери                    | Еди Стиплс               | Срђан Јовановић    |
| Службеница на аеродрому | Узо Адуба                | Ивана Вукчевић     |
| Мис Прајс               | Џенифер Кулиџ            | Гоца Тржан         |
| Ешли Греј               | Бела Торн                | Марија Сердар      |
| Организаторка           | Ретта                    | Марија Микић       |
| Таксиста                | Марк Џефри Милер         | Марко Кон          |